# Jugend (1938)
Jugend ist ein 1937 gedrehter deutscher Spielfilm von Veit Harlan mit Kristina Söderbaum und Eugen Klöpfer in den Hauptrollen. Die Geschichte basiert auf dem gleichnamigen Bühnenstück (1893) von Max Halbe.

## Handlung
Deutschland 1890, in dem kleinen ländlichen Ort Rosenau, in der Provinz Westpreußen. Hans hat das Abitur bestanden und will, ehe er sich zum Studium nach Heidelberg begibt, noch kurz bei Pfarrer Hoppe, seinem Onkel, vorbeischauen. Hier in der Abgeschiedenheit scheint die Zeit stillzustehen. Vor Ort trifft Hans das weizenblonde, 17-jährige Mädchen Annchen wieder, seine [[Verwandtschaftsbeziehung#Cousin und Cousine|]] und Jugendfreundin, die er schon lange nicht mehr gesehen hat. Annchen hat in den Augen vieler bigotter Mitmenschen einen Makel: sie ist unehelich geboren, die Schwester von Pfarrer Hoppe ist ihre frühzeitig verstorbene Mutter. Der Pfarrer kümmert sich mit christlicher Nächstenliebe voll Güte um diese „gefährdete Seele“ und hat ihr sein Pfarrhaus zu einem wohligen Heim gestaltet. 
Auf dem Pfarrhof hält sich auch Gregor von Schigorski auf, ein grimmiger Kaplan polnischer Herkunft auf. Er findet, dass Annchen zu ihrem eigenen Besten in ein Kloster gehen sollte, um sich Anfeindungen der „Sünde“ zu entziehen und die „Schuld“ der Mutter zu tilgen. Annchen will sich dem aufdringlichen Pfarrer entziehen, passt das Kloster doch keinesfalls zu ihrer lebensfrohen Einstellung. Als sie Hans sieht, schöpft Annchen Hoffnung für ein besseres Leben, und beide reanimieren ihre alten, seit seinem Weggang eingefrorenen Gefühle. Als Schigorski, der ein Auge auf die blonde Unschuld geworfen hat, von Annchens Verhältnis zu Hans erfährt, setzt er sie solange unter moralischen Druck, bis das junge, unbedarfte Mädchen keinen anderen Ausweg mehr zu sehen glaubt, als sich das Leben zu nehmen. Wenigstens der gütige Ziehvater, Pfarrer Hoppe, soll nicht von ihr enttäuscht sein. Der am Boden zerstörte Hoppe gibt Schigorski die Schuld für Annchens Freitod und macht diesem klar, dass er hier nicht mehr willkommen sei. Innerlich gereift macht sich Hans auf den Weg nach Heidelberg, die Erinnerung an sein geliebtes Annchen im Herzen bewahrend.

## Produktionsnotizen
Die Dreharbeiten zu Jugend begannen im Oktober 1937 mit den Außenaufnahmen in der Mark Brandenburg (bei Ferch und Ketzin/Havel). Ab dem 6. November 1937 wurden in den nächsten rund vier Wochen die Atelieraufnahmen hergestellt. Der Film wurde am 12. April 1938 in Dresden uraufgeführt, die Berliner Premiere fand am 3. Mai desselben Jahres im Gloria-Palast statt.
Eduard Kubat hatte die Produktionsleitung. Hermann Warm und Carl Haacker gestalteten die Filmbauten, Ilse Fehling entwarf die Kostüme. Hermann Storr sorgte für den Ton, Wolfgang Schleif war Harlans Regieassistent. 
Ein Musiktitel wurde gespielt: “Lang, lang ist’s her”.
Der Film erhielt das staatliche Prädikat: „künstlerisch wertvoll“.

## Kritiken
Paimann’s Filmlisten resümierte: „Diese Bearbeitung setzt sich … mit dem weltanschaulichen Hintergrund des Konfliktes auseinander und ist bemüht, ihn durch Umwelt und Zeit verständlicher zu machen. Absolut Überzeugendes und Packendes steht da neben heute weniger Glaubhaftem und pathetisch Wirkendem. Banalität und Rührseligkeit sind vermieden, doch stößt man auf vieles, was auf der Bühne hingehen mag, hier aber als Überbetonung empfunden wird. Klöpfer ist diesmal ganz am Platz, Hinz wirkt schon etwas gezwungen … Die Regie entwickelt das Geschehen vom Dialog her, schafft aber auch wirksame Szenenbilder (…) Bei unleugbarem Niveau ein guter Mittelfilm.“
Im Filmdienst heißt es: „Max Halbes zu seiner Zeit (1893) progressives Theaterstück über die Sexual- und Gewissensnöte Halbwüchsiger wurde 1937/38, während der "Sittlichkeitsprozesse" gegen Ordensleute, zum antiklerikalen Tendenzfilm, der auch in der für den Nachkriegsgebrauch (um ca. 10 Min.) gekürzten Fassung fragwürdig blieb.“